# 565
Năm 565 là một năm trong lịch Julius.